# Halle Open 2006 - Qualificazioni singolare
Le qualificazioni del singolare  dell'Halle Open 2006 sono state un torneo di tennis preliminare per accedere alla fase finale della manifestazione. I vincitori dell'ultimo turno sono entrati di diritto nel tabellone principale. In caso di ritiro di uno o più giocatori aventi diritto a questi sono subentrati i lucky loser, ossia i giocatori che hanno perso nell'ultimo turno ma che avevano una classifica più alta rispetto agli altri partecipanti che avevano comunque perso nel turno finale.
Le qualificazioni del torneo Halle Open 2006 prevedevano 32 partecipanti di cui 4 sono entrati nel tabellone principale.

## Teste di serie
1. Rik De Voest (primo turno)
2. Kristian Pless (ultimo turno)
3. George Bastl (Qualificato)
4. Iván Navarro (primo turno)

1. Evgenij Korolëv (primo turno)
2. Zack Fleishman (secondo turno)
3. Stefano Galvani (secondo turno)
4. Tomáš Cakl (primo turno)

## Qualificati
1. Benjamin Becker
2. Rohan Bopanna

1. George Bastl
2. Marco Chiudinelli

## Tabellone

### Legenda
| - Q = Qualificato - WC = Wild card - LL = Lucky loser | - ALT = Alternate - SE = Special Exempt - PR = Protected Ranking | - w/o = Walkover - r = Ritirato - d = Squalificato |

### Sezione 1
|  | Primo turno | Primo turno     | Primo turno | Primo turno | Primo turno |  |  | Secondo turno   | Secondo turno   | Secondo turno   | Secondo turno   | Secondo turno   |   |   | Ultimo turno | Ultimo turno | Ultimo turno | Ultimo turno | Ultimo turno |  |
|  |             |                 |             |             |             |  |  |                 |                 |                 |                 |                 |   |   |              |              |              |              |              |  |
|  |             | Ivo Heuberger   | 4           | 7           | 6           |  |  |                 |                 |                 |                 |                 |   |   |              |              |              |              |              |  |
|  | 1           | Rik De Voest    | 6           | 5           | 4           |  |  | Ivo Heuberger   | Ivo Heuberger   | Ivo Heuberger   | 4               | 2               |   |   |              |              |              |              |              |  |
|  | Marin Čilić | Marin Čilić     | 6           | 4           | 6           |  |  | Marin Čilić     | Marin Čilić     | Marin Čilić     | 6               | 6               |   |   |              |              |              |              |              |  |
|  | Alun Jones  | Alun Jones      | 3           | 6           | 1           |  |  |                 |                 |                 |                 |                 |   |   | Marin Čilić  | Marin Čilić  | Marin Čilić  | 3            | 3            |  |
|  | Ivo Klec    | Ivo Klec        | Ivo Klec    | 6           | 7           |  |  |                 |                 | Benjamin Becker | Benjamin Becker | Benjamin Becker | 6 | 6 |              |              |              |              |              |  |
|  | Lars Übel   | Lars Übel       | Lars Übel   | 1           | 6           |  |  | Ivo Klec        | Ivo Klec        | 4               | 7               | 1               |   |   |              |              |              |              |              |  |
|  |             | Benjamin Becker | 3           | 7           | 6           |  |  | Benjamin Becker | Benjamin Becker | 6               | 65              | 6               |   |   |              |              |              |              |              |  |
|  | 8           | Tomáš Cakl      | 6           | 63          | 4           |  |  |                 |                 |                 |                 |                 |   |   |              |              |              |              |              |  |

### Sezione 2
|  | Primo turno       | Primo turno       | Primo turno       | Primo turno | Primo turno |  |  | Secondo turno  | Secondo turno  | Secondo turno  | Secondo turno | Secondo turno |   |   | Ultimo turno | Ultimo turno   | Ultimo turno   | Ultimo turno | Ultimo turno |  |
|  |                   |                   |                   |             |             |  |  |                |                |                |               |               |   |   |              |                |                |              |              |  |
|  | 2                 | Kristian Pless    | Kristian Pless    | 6           | 6           |  |  |                |                |                |               |               |   |   |              |                |                |              |              |  |
|  |                   | Lamine Ouahab     | Lamine Ouahab     | 1           | 2           |  |  | 2              | Kristian Pless | Kristian Pless | 7             | 6             |   |   |              |                |                |              |              |  |
|  | Miša Zverev       | Miša Zverev       | Miša Zverev       | 6           | 6           |  |  |                | Miša Zverev    | Miša Zverev    | 65            | 4             |   |   |              |                |                |              |              |  |
|  | Alexander Sadecky | Alexander Sadecky | Alexander Sadecky | 3           | 3           |  |  |                |                |                |               |               |   |   | 2            | Kristian Pless | Kristian Pless | 65           | 63           |  |
|  | Simone Bolelli    | Simone Bolelli    | 6                 | 3           | 6           |  |  |                |                |                | Rohan Bopanna | Rohan Bopanna | 7 | 7 |              |                |                |              |              |  |
|  | Robin Haase       | Robin Haase       | 3                 | 6           | 3           |  |  | Simone Bolelli | Simone Bolelli | Simone Bolelli | 6             | 5             |   |   |              |                |                |              |              |  |
|  |                   | Rohan Bopanna     | 1                 | 6           | 6           |  |  | Rohan Bopanna  | Rohan Bopanna  | Rohan Bopanna  | 7             | 7             |   |   |              |                |                |              |              |  |
|  | 5                 | Evgenij Korolëv   | 6                 | 3           | 4           |  |  |                |                |                |               |               |   |   |              |                |                |              |              |  |

### Sezione 3
|  | Primo turno        | Primo turno        | Primo turno      | Primo turno | Primo turno |  |  | Secondo turno | Secondo turno    | Secondo turno    | Secondo turno | Secondo turno |    |   | Ultimo turno | Ultimo turno | Ultimo turno | Ultimo turno | Ultimo turno |  |
|  |                    |                    |                  |             |             |  |  |               |                  |                  |               |               |    |   |              |              |              |              |              |  |
|  | 3                  | George Bastl       | George Bastl     | 6           | 6           |  |  |               |                  |                  |               |               |    |   |              |              |              |              |              |  |
|  |                    | Simon Stadler      | Simon Stadler    | 1           | 2           |  |  | 3             | George Bastl     | George Bastl     | 6             | 6             |    |   |              |              |              |              |              |  |
|  | Prakash Amritraj   | Prakash Amritraj   | Prakash Amritraj | 6           | 6           |  |  |               | Prakash Amritraj | Prakash Amritraj | 4             | 4             |    |   |              |              |              |              |              |  |
|  | Daniel Brands      | Daniel Brands      | Daniel Brands    | 3           | 2           |  |  |               |                  |                  |               |               |    |   | 3            | George Bastl | George Bastl | 7            | 6            |  |
|  | Eric Nunez         | Eric Nunez         | 7                | 1           | 6           |  |  |               |                  |                  | Eric Nunez    | Eric Nunez    | 69 | 4 |              |              |              |              |              |  |
|  | Philipp Petzschner | Philipp Petzschner | 6                | 6           | 3           |  |  |               | Eric Nunez       | Eric Nunez       | 6             | 7             |    |   |              |              |              |              |              |  |
|  | 7                  | Stefano Galvani    | Stefano Galvani  | 6           | 6           |  |  | 7             | Stefano Galvani  | Stefano Galvani  | 3             | 6(1)          |    |   |              |              |              |              |              |  |
|  |                    | Viktor Troicki     | Viktor Troicki   | 4           | 1           |  |  |               |                  |                  |               |               |    |   |              |              |              |              |              |  |

### Sezione 4
|  | Primo turno       | Primo turno       | Primo turno       | Primo turno | Primo turno |  |  | Secondo turno     | Secondo turno     | Secondo turno     | Secondo turno | Secondo turno |   |   | Ultimo turno      | Ultimo turno      | Ultimo turno      | Ultimo turno | Ultimo turno |  |
|  |                   |                   |                   |             |             |  |  |                   |                   |                   |               |               |   |   |                   |                   |                   |              |              |  |
|  |                   | Dušan Vemić       | 6                 | 6           | 7           |  |  |                   |                   |                   |               |               |   |   |                   |                   |                   |              |              |  |
|  | 4                 | Iván Navarro      | 7                 | 4           | 63          |  |  | Dušan Vemić       | Dušan Vemić       | Dušan Vemić       | 64            | 62            |   |   |                   |                   |                   |              |              |  |
|  | Marco Chiudinelli | Marco Chiudinelli | Marco Chiudinelli | 6           | 6           |  |  | Marco Chiudinelli | Marco Chiudinelli | Marco Chiudinelli | 7             | 7             |   |   |                   |                   |                   |              |              |  |
|  | Toshihide Matsui  | Toshihide Matsui  | Toshihide Matsui  | 2           | 4           |  |  |                   |                   |                   |               |               |   |   | Marco Chiudinelli | Marco Chiudinelli | Marco Chiudinelli | 6            | 7            |  |
|  | Andreas Beck      | Andreas Beck      | 6                 | 5           | 6           |  |  |                   |                   | Andreas Beck      | Andreas Beck  | Andreas Beck  | 4 | 6 |                   |                   |                   |              |              |  |
|  | Robert Smeets     | Robert Smeets     | 3                 | 7           | 4           |  |  |                   | Andreas Beck      | 6                 | 4             | 7             |   |   |                   |                   |                   |              |              |  |
|  | 6                 | Zack Fleishman    | 4                 | 7           | 6           |  |  | 6                 | Zack Fleishman    | 4                 | 6             | 68            |   |   |                   |                   |                   |              |              |  |
|  |                   | Michal Mertiňák   | 6                 | 65          | 1           |  |  |                   |                   |                   |               |               |   |   |                   |                   |                   |              |              |  |